# Американские русины
Американские русины (англ. Rusyn Americans,  русин. Америцькы Русины) — являются гражданами Соединённых Штатов Америки, их предки были русинами, родившимися в Карпатской Руси или соседних областях Центральной Европы. Однако некоторые русины-американцы, например некоторые русины-канадцы, также или вместо этого идентифицируют себя как словацкие американцы или даже русские американцы.
После революций 1989 года произошло возрождение русинского национализма и самоидентификации как в Карпатской Руси, так и среди русинской диаспоры в других частях Европы и Северной Америки.

## История

### Ранний период (1865—1914)
Русины начали иммигрировать в США в конце 1870-х и в 1880-х годах. По прибытии в Северную Америку подавляющее большинство русинов идентифицировали себя с более крупным государством, которое они покинули. Поэтому узнать их точное количество невозможно. Подсчитано, что между 1880-ми и 1914 годами примерно 225 000 карпато-русинских иммигрантов прибыли на северо-восток США. Основываясь на иммиграционной статистике и записях о членстве в религиозных и светских организациях, разумно предположить, что около 620 000 американцев имеют хотя бы одного предка русинского происхождения.
Во время первой и самой большой волны иммиграции (1880—1914 гг.) Родина русинов полностью находилась в пределах Австро-Венгерской империи. В обеих частях Австро-Венгрии экономическое положение русинов было одинаковым. Их приблизительно 1000 деревень были расположены в холмистой или гористой местности, жители которой влачили средства существования за счет мелкого сельского хозяйства, выпаса скота (особенно овец) и сезонной работы на более богатых равнинах низменной Венгрии. Поскольку основной целью иммигрантов было заработок денег, они поселились в основном в северо-восточных и северных центральных штатах, в частности в районе добычи угля вокруг Скрэнтона и Уилкс-Барре на северо-востоке Пенсильвании, а также в районах Питтсбурга и Эри в западной части штата. Русинов привлекали другие города и мегаполисы: Филадельфия, Пенсильвания; Нью-Йорк и северо-восток Нью-Джерси; южный Коннектикут; треугольник Бингемтон-Эндикотт-Джонсон-Сити на юге центральной части Нью-Йорка; Кливленд и Янгстаун, Огайо; Чикаго, Иллинойс; Гэри и Уайтинг, Индиана; Детройт и Флинт, Мичиган; и Миннеаполис, Миннесота. К 1920 году почти 80 процентов всех русинов жили только в трех штатах: Пенсильвании (54 процента), Нью-Йорке (13 процентов) и Нью-Джерси (12 процентов).
Как и другие жители Восточной и Южной Европы, русины были эффективно изолированы от остального американского общества из-за их низкого экономического статуса и незнания английского языка. Однако это была относительно краткосрочная фаза, поскольку родившиеся в Америке сыновья и дочери первоначальных иммигрантов к концу 1930-х и 1940-х годов ассимилировались и стали частью американского мейнстрима.

### Межвоенный период (1914—1939)
В годы Первой мировой войны эмиграция русинов в Америку временно прекратилась. Однако после стабилизации ситуации в Европе и вхождения Подкарпатской Руси, Лемковщины и Пряшевщины до 2 новых государств — Чехословакии и Польши, в Соединённые Штаты хлынула новая волна миграции. В отличие от переселенцев, осевших до 1914 года, теперь среди прибывших преобладали женщины и дети, которые пытались присоединиться к своим мужьям и родителей. Вскоре, однако появились новые препятствия на пути свободного передвижения между центрально-восточной Европой и американским континентом. На этот раз ограничения были введены Соединённым Штатами, которые в 1924 году ввели национальную систему квот для иммигрантов. В результате введения такой системы и Великой депрессии 1930-х годов только 8000 русинов из Чехословакии и 10000 лемков из Польши смогли покинуть эти государства. Такие обстоятельства привели поиска новых стран для эмиграции. Ими стали Аргентина и Уругвай, около 10 000 выходцев из Лемковщины нашли новую родину в Канаде.

## Общественная и политическая жизнь

### Ранний период
Русины на первом этапе не принимали активного участия в политической жизни и не считали изучение английского языка и приспособления к американской культуре чем-то существенным. Поэтому русины эмигранты нередко чувствовали отчуждение американского мира как лингвистически, так и культурно. Мало того, что они разговаривали на иностранном для американцев языком, они были прихожанами отдельной восточно-христианской церкви.
Некоторое время греко-католические священники пытались наладить отношения и войти в римско-католическую церковь, однако она их не приняла. Греко-католицизм для Америки был явлением совершенно новым и чужим, поэтому русинским священникам, которые прибыли в США, пришлось столкнуться с противодействием местного католического духовенства (преимущественно ирландцев), которые крайне негативно отнеслись к появлению священнослужителей восточного обряда, считая их «неправильными» верующими. Католические иерархи выражали жалобы на факт несоблюдения греко-католическим духовенством принципа целибата, даже пытались добиться от Ватикана того, чтобы в дальнейшем в Америку посылались только холостые греко-католические священнослужители. Так, бывали случаи, когда греко-католиков отказывались отпевать в римско-католических церквях и вообще хоронить на католическом кладбище.
Эти споры привели к тому, что 25 000 греко-католиков во главе с уроженцем Пряшевщины священником Алексеем Товтом в 1892 году перешло под юрисдикцию Русской православной церкви в Северной Америке. В вопросе национального самосознания он занимал явные русофильские позиции, отстаивая убеждение, что русины являются частью русского народа, пропагандировал русский язык как литературный стандарт. За период своей миссионерской деятельности Алексей Товт обратил в православие около 25 000 русинов, за что в 1994 году православная церковь провозгласила его святым. Недоразумения с римо-католической иерархией заставило прибывших русинов создать собственные греко-католические приходы, а греко-католицизм стал практически синонимом русинской самобытности, индикатором национальной идентичности, служа основным местом для общения и поддержания связей с соотечественниками, сохранения собственной культуры.
Известно, что первые приходы были основаны в 1880-х годах на востоке штата Пенсильвания. Их обслуживали, главным образом, священники высланы туда с Пряшевской епархии. В 1880-е годы были построены греко-католические храмы во многих рабочих местах Пенсильвании: Кингстоне, Фриланд, Шамокини, Олифант, Хезлтони, а также в Миннеаполисе (Миннесота) и Джерси-Сити (Нью-Джерси).